# Zdzisław Krzyszkowiak
Zdzisław Ludwik Krzyszkowiak (Wielichowo, 3 agosto 1929 – Varsavia, 24 marzo 2003) è stato un siepista e mezzofondista polacco, campione olimpico dei 3000 metri siepi ai Giochi di Roma 1960.

## Palmarès
| Anno | Manifestazione  | Sede      | Evento         | Risultato | Prestazione | Note            |
| ---- | --------------- | --------- | -------------- | --------- | ----------- | --------------- |
| 1956 | Giochi olimpici | Melbourne | 10 000 m piani | 4º        | 29'05"0     |                 |
| 1956 | Giochi olimpici | Melbourne | 3 000 m siepi  | Batteria  | 8'48"0      |                 |
| 1958 | Europei         | Stoccolma | 5 000 m piani  | Oro       | 13'53"4     |                 |
| 1958 | Europei         | Stoccolma | 10 000 m piani | Oro       | 28'56"0     |                 |
| 1960 | Giochi olimpici | Roma      | 10 000 m piani | 7º        | 28'52"4     |                 |
| 1960 | Giochi olimpici | Roma      | 3 000 m siepi  | Oro       | 8'34"2      | Record mondiale |

## Campionati nazionali
1952
- 4º ai campionati polacchi di corsa campestre - 11'10"8

1954
- Oro ai campionati polacchi di corsa campestre - 11'06"2

1955
- Oro ai campionati polacchi, 5000 m piani - 14'18"6

1956
- Oro ai campionati polacchi, 5000 m piani - 14'11"0
- Argento ai campionati polacchi di corsa campestre - 33'03"2

1957
- Oro ai campionati polacchi, 5000 m piani - 14'29"0
- Oro ai campionati polacchi di corsa campestre - 19'17"2

1958
- Oro ai campionati polacchi, 5000 m piani - 13'53"4
- Oro ai campionati polacchi di corsa campestre - 18'54"2

1959
- Oro ai campionati polacchi, 5000 m piani - 14'20"0

1960
- Oro ai campionati polacchi, 10000 m piani - 29'13"8
- Oro ai campionati polacchi di corsa campestre - 18'23"2

1961
- Oro ai campionati polacchi di corsa campestre - 11'42"8

1962
- Oro ai campionati polacchi di corsa campestre - 19'02"8